# Éter (fyzika)
Éter je fyzikální pojem označující hypotetickou všudypřítomnou substanci, v níž se šíří elektromagnetické záření. Počátkem 20. století se hlavní proud fyzikálních teorií vydal cestou Einsteinovy teorie relativity, jež předpoklad existence éteru nezahrnuje. Éter zůstal uznáván pouze malými skupinami mimo hlavní proud fyziky.

## Éter ve starověku a středověku
Prostor za orbitou Měsíce byl podle starověkých řeckých filosofů zaplněn jemnou tekutinou, kterou Aristoteles nazval éterem. Tato tekutina se skládala z částeček schopných reagovat na proměnné mechanické síly. Éter byl nevažitelný, pružný a nezničitelný. Éter mohl ovlivnit pohyb hvězd, které se v něm pohybovaly. Protože síly působící mezi lokalizovanými hmotnými objekty byly chápány jako přímočaré, byl zaveden pojem „akce na dálku“.

## Světlo a éter
Před postulováním teorie relativity bylo známo, že světlo je vlnění. Hledala se proto substance, jíž by se světlo šířilo tak, jako se mechanické vlnění šíří běžnou hmotou.

## Pokusy s éterem
Soustavné experimenty se šířením světla v pohybujícím se prostředí prováděl přibližně od poloviny 19. století Hippolyte Fizeau. Jeho měření světla, šířícího se proudící vodou, bylo možno vysvětlit jako strhávání éteru hmotou. Naproti tomu astronomická měření aberace hvězd svědčila o nehybném éteru. Michelsonův–Morleyův experiment existenci éteru (myšleného dle Huygensova výkladu) nepotvrdil. Z jeho výsledků vyplývalo, že takový éter buď neexistuje, nebo je zcela strháván pohybujícími se tělesy, nebo že si Země sama „vleče“ jakýsi obal éteru, který cestuje s ní, ale nerotuje se Zemí (což předpokládal Michelson). Podle jistých teorií by tento obal okolo Země měl být udržován jejím elektrickým polem.

## Různá pojetí éteru
V průběhu historie se zrodilo mnoho pohledů na podstatu, strukturu a formu éteru. Například éter jako kvazikapalina, jako elektromagnetický éter či houbovitý (pěnovitý) kvantový éter.

## Éter podle Nikoly Tesly
Nikola Tesla byl velkým zastáncem teorie éteru a značným odpůrcem relativistů a teorie relativity. Měl však vlastní model pojetí éteru, než ostatní éterem se zabývající. Éter dle Tesly je velmi hustá tekutina s extrémní pružností, která umožňuje materiálním věcem projít téměř volně skrz. Elektromagnetické vlnění považoval právě za vlnění éteru. Elektrostatické, gravitační a magnetické síly si také vysvětloval jako vzniklé vlivem éteru. Avšak byli vědci (H. Lorentz), kteří teorii relativity utvářeli nezávisle na Einsteinovi a přitom uznávali existenci étheru a teoreticky ho zpracovali.

## Novodobá pojetí éteru
Ačkoliv během 20. století fyzikové od uvažování fyzikálních modelů s éterem upustili, stále ještě existuje minorita zastánců této teorie, kteří vytvářejí různé novodobé hypotézy éteru.

## Éter a moderní technologie
Určitá část lidí se nikdy nespokojila s tím, že by svět měl fungovat podle teorie relativity a stále věří v intuitivnější éter. Nejčastější argumenty ohledně jeho neúspěšného hledání poukazují na to, že veškerá interferenční měření, která éter neprokázala, se uskutečnila v nízkých nadmořských výškách a navíc uvnitř budov. Okolní hmota má éter strhávat, takže se vůči ní nepohybuje. Jediným známým měřením, které z tohoto uspořádání vybočuje, provedl Dayton Miller začátkem 20. století a dospěl k závěru, že detekoval éter a dokonce určil směr jeho pohybu vůči Sluneční soustavě. Jeho závěry byly ale odborníky zpochybněny.
Éteristé se často odvolávají právě na jeho měření. Dále uvádějí, že éter se v okolí Země chová turbulentně, což měření ještě znesnadňuje. Jenže si neuvědomují, že v průběhu posledních desetiletí nastal boom satelitních technologií a situace je nyní zcela jiná.
Kdyby existoval éter, měl by ohromný vliv zejména na satelitní navigační technologie. Satelity GPS, GLONASS a Galileo se pohybují ve výšce kolem 20 tisíc km. To je cca trojnásobek poloměru Země (6378 km). Čínský systém Beidou používá dokonce geostacionárních satelitů, které jsou přibližně 2x výše. Navigační systémy tedy dokonale splňují požadavky éteristů.
Prvním důsledkem existence éteru by byl vliv oběhu Země kolem Slunce. Oběžná rychlost Země je cca 30 km/s, tedy desetitisícina rychlosti světla. Pokud by éter existoval, vykazovaly by navigační systémy chybu na úrovni až do desetitisíciny vzdálenosti od satelitů. To je v případě GPS asi 2 km. Podle toho, kde se na Zemi vůči aktuálnímu směru oběhu pozorovatel zrovna nachází, bude jeho poloha posunutá buď výškově (navigace by ukazovala, že se nachází až 2 km vysoko, nebo naopak pod zemí) a ve stejné době by o 90° jinde lidé pozorovali, že navigace ukazuje polohu posunutou vodorovně. Tento jev by se teoreticky dal kompenzovat, takže protiargumentem je konspirační teorie, že navigační systémy tuto chybu tajně kompenzují. Jenže za dob, kdy nebyly navigační systémy běžně dostupné, si je někteří lidé (nejčastěji radioamatéři) konstruovali sami a sami si naprogramovali i všechny výpočty. Ze zveřejněných konstrukcí plyne, že žádnou jinou, než relativistickou kompenzaci nepotřebovali.
Kdyby navíc éter vykazoval turbulentní chování okolo Země, vznikaly by v navigacích nepravidelné a tudíž těžko kompenzovatelné chyby.